# The Lovers - Ritrovare l'amore
The Lovers - Ritrovare l'amore (The Lovers) è un film del 2017, scritto e diretto da Azazel Jacobs, con Debra Winger e Tracy Letts.

## Trama
Mary (Debra Winger) e Michael (Tracy Letts) sono una coppia sposata da molti anni. Vivono insieme, ma sono ormai disinteressati l'uno dall'altro. Entrambi stanno avendo relazioni extraconiugali, lei con Robert (Aidan Gillen) e lui con Lucy (Melora Walters). I loro amanti chiedono da tempo di sciogliere il matrimonio, Mary e Michael hanno finalmente giurato che lo faranno, ma solo dopo la visita, prevista per il fine settimana, del loro figlio Joel (Tyler Ross) e della sua nuova fidanzata Erin (Jessica Sula).
Questo piano va storto quando un imprevisto e improvviso bacio mattutino tra Mary e Michael li porta a fare sesso. Si ritrovano ad innamorarsi di nuovo e ad avere incontri sessuali appassionati. Allo stesso tempo, i loro rispettivi amanti diventano sempre più bisognosi ed esigenti, il che li rende meno attraenti per Mary e Michael.
Sul treno, in viaggio per incontrare i suoi genitori, Joel avverte Erin che il loro matrimonio è fallito e che i suoi genitori sono persone orribili. È teso e diffidente quando entra nella sua casa, ma è sorpreso di trovare i suoi genitori che si comportano amorevolmente l'uno verso l'altro. Inizia a pensare che potrebbero essere cambiati.
Gli amanti di Mary e Michael diventano sempre più agitati. Robert è il primo a confrontarsi con il suo rivale, dicendo a Michael in un negozio di alimentari che Mary lo lascerà. Poi è la volta di Lucy che si avvicina a Mary mentre è nella sua auto e di scatto simula una gatta che graffia. A seguito di questo Mary lascia la casa per diverse ore e piange nella sua auto. Questi episodi portano all'esasperazione il figlio deteriorando il rapporto con i suoi genitori. L'ira di Joel si sfoga sul muro di casa colpendolo con un pugno.
Quando Mary torna a casa, Joel prepara lo zaino e se ne va, dopo aver pianto in camera tra le braccia di Erin. Mary e Michael non sembrano arrabbiarsi l'uno con l'altro, ma la scena successiva mostra loro che stanno facendo le valigie per lasciare la casa. Le scene seguenti mostrano Mary a casa di Robert e Michael in quella di Lucy.
Tuttavia, il film termina con Michael che telefona a Mary e le dice "Non riesco a smettere di pensare a te".